# Kappelhäck
Der Kappelhäck (Kapellenhügel) ist eine Anhöhe südlich der Ortslage Gellershausen im Landkreis Hildburghausen in Thüringen.

## Geschichte
Die ehemalige Kapelle war dem Heiligen Veit geweiht. Die Kapelle gab es noch im Jahre 1528. Heute ist nur noch die Flurbezeichnung vorhanden, wodurch sie in Erinnerung bleibt.